# Acalyptris pyrenaica
Acalyptris pyrenaica là một loài bướm đêm thuộc họ Nepticulidae. Nó là loài duy nhất được tìm thấy ở Pyrenees ở Tây Ban Nha và the Eifel region ở Đức.
Sải cánh dài 4-5.6 mm.